# Tân Bình (xã)
Tân Bình là một xã thuộc thành phố Cần Thơ, Việt Nam.

## Địa lý
Xã Tân Bình có vị trí địa lý:
- Phía đông giáp xã Thạnh Hòa và xã Thạnh Xuân
- Phía tây giáp xã Hòa An và xã Vĩnh Tường
- Phía bắc giáp xã Tân Hòa
- Phía nam giáp xã Phụng Hiệp.

Xã Tân Bình có diện tích 38,25 km², dân số năm 2024 là 19.955 người, mật độ dân số đạt 614 người/km².

## Lịch sử
Năm 1975, sáp nhập xã Tân Bình thuộc quận Thuận Nhơn vào huyện Phụng Hiệp quản lý.
Ngày 20 tháng 9 năm 1975, Bộ Chính trị ban hành Nghị quyết số 245-NQ/TW về việc hợp nhất tỉnh Cần Thơ (ngoại trừ huyện Thốt Nốt), tỉnh Sóc Trăng, tỉnh Trà Vinh, tỉnh Vĩnh Long thành một tỉnh, tên gọi tỉnh mới cùng với nơi đặt tỉnh lỵ sẽ do địa phương đề nghị lên.
Ngày 20 tháng 12 năm 1975, Bộ Chính trị ban hành Nghị quyết số 19/NQ về việc hợp nhất tỉnh Cần Thơ (bao gồm cả huyện Thốt Nốt của tỉnh Long Xuyên), tỉnh Sóc Trăng thành một tỉnh mới, tên gọi tỉnh mới cùng với nơi đặt tỉnh lỵ sẽ do địa phương đề nghị lên.
Ngày 24 tháng 2 năm 1976, Chính phủ Cách mạng lâm thời Cộng hòa miền Nam Việt Nam ban hành Nghị định số 3/NQ/1976 về việc hợp nhất tỉnh Cần Thơ, tỉnh Sóc Trăng và thành phố Cần Thơ thành một tỉnh mới, lấy tên là tỉnh Hậu Giang.
Ngày 21 tháng 4 năm 1979, Hội đồng Chính phủ ban hành Quyết định số 174-CP về việc chia xã Tân Bình thuộc huyện Phụng Hiệp thành 3 xã: Bình Chánh, Bình Thành, Tân Bình.
Ngày 16 tháng 9 năm 1989, Hội đồng Bộ trưởng ban hành Quyết định số 128-HĐBT về việc sáp nhập xã Bình Chánh vào xã Bình Thành.
Ngày 7 tháng 12 năm 1990, Ban Tổ chức – Cán bộ của Chính phủ ban hành Quyết định số 547/QĐ-TCCP về việc sáp nhập xã Bình Thành vào xã Tân Bình.
Ngày 26 tháng 12 năm 1991, Quốc hội ban hành Nghị quyết về việc chia tỉnh Hậu Giang thành tỉnh Cần Thơ và tỉnh Sóc Trăng.
Ngày 19 tháng 4 năm 2002, Chính phủ ban hành Nghị định số 47/2002/NĐ-CP về việc thành lập xã Bình Thành thuộc huyện Phụng Hiệp trên điều chỉnh cơ sở 2.392,97 ha diện tích tự nhiên và 9.497 nhân khẩu của xã Tân Bình.
Sau khi điều chỉnh, xã Tân Bình còn lại 3.863,51 ha diện tích tự nhiên và 19.139 nhân khẩu.
Ngày 26 tháng 11 năm 2003, Quốc hội ban hành Nghị quyết số 22/2003/QH11 về việc chia tỉnh Cần Thơ thành thành phố Cần Thơ trực thuộc trung ương và tỉnh Hậu Giang.
Ngày 26 tháng 7 năm 2005, Chính phủ ban hành Nghị định số 98/2005/NĐ-CP về việc:
- Thành lập thị xã Tân Hiệp thuộc tỉnh Hậu Giang.
- Xã Bình Thành và xã Tân Bình thuộc huyện Phụng Hiệp.

Tính đến ngày 31/12/2024:
- Xã Bình Thành có 5 ấp: Tân Long B, Tân Quới Lộ, Thạnh Mỹ A, Thạnh Mỹ B, Thạnh Mỹ C.
- Xã Tân Bình có 11 ấp: Cầu Xáng, Tám Ngàn, Tân Hiệp, Tân Long, Tân Long A, Tân Phú, Tân Phú A, Tân Quới, Tân Quới Rạch, Tân Quới Kinh, Tân Thành.

Ngày 12 tháng 6 năm 2025, Quốc hội ban hành Nghị quyết số 202/2025/QH15 về việc sắp xếp đơn vị hành chính cấp tỉnh (nghị quyết có hiệu lực từ ngày 12 tháng 6 năm 2025). Theo đó, sáp nhập tỉnh Hậu Giang và tỉnh Sóc Trăng vào thành phố Cần Thơ.
Ngày 16 tháng 6 năm 2025:
- Quốc hội ban hành Nghị quyết số 203/2025/QH15[14] về việc Sửa đổi, bổ sung một số điều của Hiến pháp nước Cộng hòa xã hội chủ nghĩa Việt Nam. Theo đó, kết thúc hoạt động của đơn vị hành chính cấp huyện trong cả nước từ ngày 1 tháng 7 năm 2025.
- Ủy ban Thường vụ Quốc hội ban hành Nghị quyết số 1668/NQ-UBTVQH15[15] về việc sắp xếp các đơn vị hành chính cấp xã của thành phố Cần Thơ năm 2025 (nghị quyết có hiệu lực từ ngày 16 tháng 6 năm 2025). Theo đó, sáp nhập toàn bộ 23,6 km² diện tích tự nhiên và quy mô dân số là 11.707 người của xã Bình Thành vào toàn bộ 38,25 km² diện tích tự nhiên và quy mô dân số là 26.325 người của xã Tân Bình thuộc huyện Phụng Hiệp, tỉnh Hậu Giang.

Xã Tân Bình có 61,85 km² diện tích tự nhiên và quy mô dân số là 38.032 người.